# Aamir Khan
Pour les articles homonymes, voir Khan (homonymie).
Aamir Khan, (hindi : आमिर ख़ान , ourdou : عامر خان ), Mohammed Aamir Hussain Khan de son vrai nom, né le 14 mars 1965 à Bombay, est un acteur, animateur, producteur, réalisateur et scénariste indien. Il commence sa carrière en 1988 avec Qayamat Se Qayamat Tak qui marque le retour des films romantiques dans le cinéma hindi. Il devient rapidement un acteur mondialement connu dans les débuts des années 1990.
Malgré une filmographie peu abondante pour un acteur indien, il connaît de nombreux succès tant populaires que critiques dans lesquels il fait preuve de son aptitude à endosser des rôles variés et souvent marquants : Dil, Dil Hai Ki Manta Nahin, Jo Jeeta Wohi Sikandar, Hum Hain Rahi Pyar Ke, Andaz Apna Apna, Rangeela, Ghulam, Sarfarosh, Earth, Lagaan, Dil Chahta Hai, Rang De Basanti, Taare Zameen Par, Ghajini, 3 Idiots, PK, Dangal. Il jouit d'une importante renommée en Inde, en Chine et en Afrique du Sud. Il est désigné par Newsweek comme « la plus grande star du cinéma au monde ». Khan a reçu de nombreux prix, dont neuf prix Filmfare, quatre prix nationaux du film et un prix AACTA. Il a été honoré par le gouvernement indien avec le Padma Shri en 2003 et le Padma Bhushanin 2010, et a reçu un prix honorifique du gouvernement de la Chine, ainsi qu'un prix honorifique du gouvernement de la Turquie en 2017. Son talk-show Satyamev Jayate (2012-2014)  a attiré une audience estimée à 600 millions de téléspectateurs en Inde.
Il est considéré comme l’un des acteurs les plus populaires d’Asie notamment en Chine, en Inde, en Arabie Saoudite, en Russie et en Turquie .

## Jeunesse et vie privée
Aamir Hussain Khan est issu d'une famille musulmane éminente dans l'industrie du cinéma indien : son père, Tahir Hussain, est producteur, son oncle, Nasir Hussain, et son cousin, Mansoor Khan, sont réalisateurs. Il débute dès l’âge de 8 ans dans Yaadon ki Baarat mais abandonne le cinéma à l’adolescence pour le tennis amateur. Il retourne ensuite vers sa carrière d’acteur à l’âge de 23 ans.
En 1986, il se marie à Reena avec qui il a deux enfants : un fils, Junaid, et une fille, Ira. Il divorce en 2002 pour épouser ensuite Kiran Rao le 1er janvier 2006. Kiran Rao et Aamir Khan ont un fils, Azad, né le 1er décembre 2011 d'une mère porteuse par fécondation in vitro. Son père Tahir Hussain décède le 2 février 2010.
Le 26 mai 2008, à l’occasion des Energy Globe Awards qui récompensent les meilleures initiatives en matière d'économie d'énergie, il est l'invité du Parlement européen. En 2003, le gouvernement indien lui décerne le Padma Shri puis le Padma Bhushan en 2010, pour sa contribution au cinéma indien. En février 2011, il est membre du jury de la Berlinale.

## Carrière

### Acteur
Adepte de la method acting, Aamir Khan a la réputation d'être un acteur caméléon. Il interprète avec force tous les genres de rôles : comique, dramatique, romantique, psychopathe, historique… Il se laisse pousser la moustache, la rase, prend du poids, en perd et grâce à cela se fond dans ses personnages. Tournant relativement peu, c'est un acteur exigeant qui sélectionne ses films avec soin. Il recherche les scénarios intelligents, bien construits et souvent comportant une thématique forte : la lutte contre la colonisation et les castes dans Lagaan et Mangal Pandey, le système éducatif dans Taare Zameen Par et 3 Idiots, le terrorisme dans Sarfarosh et Fanaa, la corruption dans Rang De Basanti. Il a tourné également un film d'auteur, Earth, de Deepa Mehta qui relate la période violente de la partition. Ajouté à ses succès commerciaux, cela fait d'Aamir Khan un des acteurs les plus solides et les plus recherchés de Bollywood bien qu'il ne participe guère à ses mondanités. En effet, il n'assiste jamais aux cérémonies de remise de prix qui, selon lui, manquent de crédibilité ("Indian film awards lack credibility").
Débutant comme enfant-acteur dans Yaadon Ki Baaraat (1973), film de son oncle Nasir Hussain, il fait ses preuves dans Holi (1984). Mais il lui faut attendre Qayamat Se Qayamat Tak (1988) de son cousin Mansoor Khan aux côtés de Juhi Chawla pour s'imposer auprès du public et obtenir un premier prix, celui du Meilleur espoir masculin aux Filmfare Awards 1989. 
Son premier grand succès vient avec Dil (1990) de Indra Kumar avec Madhuri Dixit, la star féminine des années 1990, suivi de Dil Hai Ki Manta Nahin, Jo Jeeta Wohi Sikandar, Hum Hain Rahi Pyar Ke et Andaz Apna Apna.
Il confirme son talent en 1995 avec Rangeela de Ram Gopal Varma et Raja Hindustani (1996) de Dharmesh Darshan qui lui permet de remporter un premier Filmfare Award du Meilleur acteur.
Mais il obtient son plus gros succès grâce à Lagaan en 2001 dont il interprète le rôle principal et qu'il produit, créant sa propre société de production, Aamir Khan Productions. Lagaan, qui relate la lutte de paysans indiens contre le colonisateur britannique au travers d'un match de cricket, est un véritable succès en Inde et à l’étranger : il est sacré meilleur film de l’année aux National Film Awards et est nommé à l'Oscar du meilleur film étranger.
Après le succès de Dil Chahta Hai (Farhan Akhtar, 2001), plébiscité par la jeunesse urbaine, Aamir Khan reste absent des écrans pendant presque 4 ans. Puis il revient avec Mangal Pandey: The Rising (Ketan Mehta, 2005), film historique retraçant la vie d'un cipaye qui se révolte contre la Compagnie anglaise des Indes orientales.
En 2006 avec Rang De Basanti il remporte le titre du meilleur acteur aux Filmfare Awards 2007, le film bénéficie aussi des prix du meilleur film, meilleur réalisateur, meilleure musique, meilleure image, il est également sélectionné au BAFTA 2007. La même année, il joue dans Fanaa (Kunal Kohli), un drame romantique sur fond de terrorisme qui marque le retour sur les écrans de Kajol avec laquelle il joue pour la deuxième fois après Ishq.
Aamir Khan réalise, interprète et produit Taare Zameen Par en 2007, film traitant de la dyslexie. Cette première réalisation est un succès critique et commercial qui lance la carrière du jeune Darsheel Safary dont l'interprétation reçoit éloges et récompenses.
En 2008, dans Ghajini (A.R Murugadoss), il interprète un homme atteint d'amnésie qui veut venger sa petite amie assassinée par des malfaiteurs. Aamir Khan décide de jouer dans ce remake hindi après avoir été séduit par la version tamoule éponyme, elle-même remake du film américain Memento. Ce film est le plus gros succès commercial de Bollywood en 2008, réalisant un record d'entrées sans précédent dans le cinéma indien. La même année, il produit Jaane Tu Ya Jaane Na réalisé par Abbas Tyrewala dans lequel son neveu Imran Khan fait ses débuts dans le rôle-titre,
En 2009, il joue dans 3 Idiots comédie de Rajkumar Hirani dans lequel il interprète un étudiant en ingénierie non conformiste. Le film rafle de nombreux prix aux Filmfare Awards 2010 et aux Star Screen Awards et il bat tous les records d'entrées, devançant Ghajini.
Dhobi Ghat, sorti le 21 janvier 2011, est réalisé par sa femme Kiran Rao et produit par Aamir Khan Productions, il y interprète Arun un des 4 rôles principaux aux côtés de Prateik Babbar, Monica Dingra et Kriti Malhotra.
Il annonce sur Twitter qu'il a en projet un film intitulé Talaash réalisé par Reema Kagti avec Kareena Kapoor et Rani Mukherjee. 
Il annonce un peu plus tard qu'il a signé pour compléter la trilogie Dhoom : Dhoom 3 aux côtés d'Abhishek Bachchan et Uday Chopra, le film est prévu pour décembre 2012.

### Producteur
Parallèlement à sa carrière d'acteur, Aamir Khan s'engage dans la production cinématographique pour soutenir des films, des réalisateurs ou des acteurs qui ont sa confiance.
Il fonde Aamir Khan Productions en 1999 pour financer Lagaan réalisé par Ashutosh Gowariker dont c'est le premier succès critique et commercial. Aamir Khan y tient le rôle-titre et prend un risque important avec ce film historique, genre peu populaire en Inde, et pour lequel le réalisateur cherche vainement un producteur pendant deux ans. Mais la réussite est à la clef, le film remporte plusieurs nominations et récompenses : National Awards, Filmfare Awards, Zee Cine Awards etc. C'est non seulement un succès en Inde mais à l'étranger où il recueille une nomination aux prestigieux Oscars.
En 2007, Aamir Khan revient à la production avec Taare Zameen Par qui rencontre un grand succès critique et populaire, se classant 5e au boxe office indien. Le film représente sans succès l'Inde aux Oscars puis, deux ans plus tard sous le titre Like Stars On Earth, il bénéficie d'une sortie internationale en DVD, distribué par Walt Disney Home Entertainment.

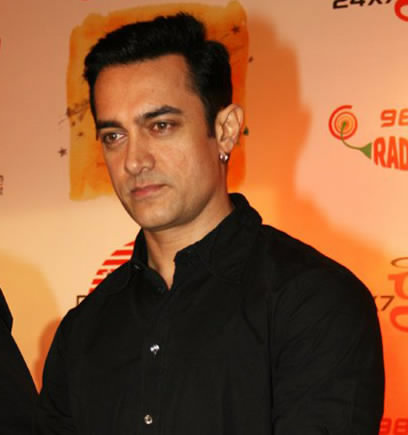
Aamir Khan lors de la promotion de Taare Zameen Par

En 2008, il produit Jaane Tu Ya Jaane Na réalisé par Abbas Tyrewala dans lequel son neveu Imran Khan fait ses débuts sur les écrans. Le film se classe à la septième place du box office indien.
Après avoir tourné dans 3 Idiots, il revient à la production en 2010 avec Peepli Live réalisé par Anusha Rizvi. Le film se comporte honorablement au box office et recueille de bonnes critiques. 
Le film traite sous forme de satire, de la pauvreté dans le monde rural et plus particulièrement du suicide des agriculteurs en Inde. Peepli Live est le 3e film produit par Aamir Khan Productions à être sélectionné pour représenter l'Inde à l'Oscar du meilleur film en langue étrangère, mais il n'est pas nommé. Le film est également projeté dans différents festivals comme la Berlinale, le Festival international du film de Durban et le Festival international du film de Toronto.
Aamir Khan produit deux films en 2011 : Dhobi Ghat est réalisé par sa femme Kiran Rao qui passe pour la première fois derrière la caméra, la présence d'Aamir Khan, qui jouit du statut de superstar, permet au film d'être remarqué sans qu'il y joue le rôle principal. Kiran Rao dit à ce sujet : « Je persiste à dire aux gens que ce n'est pas un film d'Aamir. Ses films attirent un large public mais on ne peut pas le qualifier comme un film d'Aamir car ce n'est pas le genre de film qu'il fait d'habitude, il est important de ne pas induire l'audience en erreur ». 
Sa production suivante Delhi Belly d'Abhinay Deo réunit son neveu Imran Khan ainsi que Vir Das (en), Kunal Roy Kapoor, Poorna Jagannathan et Shenaz Treasurywala, le film est sorti sur les écrans le 1er juillet face au nouveau film de la légende vivante Amitabh Bachchan intitulé Bbuddah... Hoga Tera Baap malgré cet adversaire de taille, Delhi Belly s'en sort avec succès, un super hit au box office ce qui consolide plus que jamais la réputation d'Aamir Khan, celui d'être un producteur de talent.

## Filmographie

### Acteur
| Année | Film                      | Rôle                                                        | Réalisateur             | Partenaires | Notes |
| ----- | ------------------------- | ----------------------------------------------------------- | ----------------------- | --- | --- |
| 1973  | Yaadon Ki Baaraat         | Young Ratan                                                 | Nasir Hussain           | | |
| 1974  | Madhosh                   | Child artist                                                | Desh Gautan             | | |
| 1984  | Holi                      | Madan Sharma                                                | Ketan Mehta             | Om Puri, Naseeruddin Shah, Ashutosh Gowariker                                                                       | |
| 1988  | Qayamat Se Qayamat Tak    | Raj                                                         | Mansoor Khan            | Juhi Chawla, Dalip Tahil, Alok Nath                                                                                 | Lauréat du Filmfare Awards 1989 du Meilleur espoir Nommé, Filmfare Awards 1989 du meilleur acteur                  |
| 1989  | Raakh                     | Aamir Hussein                                               | Aditya Bhattacharya     | Pankaj Kapur, Supriya Pathak                                                                                        | Nommé, Filmfare Awards 1990 du meilleur acteur Lauréat du National Awards: Prix spécial du Jury                    |
| 1989  | Love Love Love            | Amit                                                        | Babbar Subhash          | Juhi Chawla, Gulshan Grover, Dalip Tahil                                                                            | |
| 1990  | Awwal Number              | Sunny                                                       | Dev Anand               | Dev Anand, Aditya Pancholi, Neeta Puri                                                                              | |
| 1990  | Tum Mere Ho               | Shiva                                                       | Tahir Hussain           | Juhi Chawla, Ajit Vachani                                                                                           | |
| 1990  | Dil                       | Raja                                                        | Indra Kumar             | Madhuri Dixit, Anupam Kher, Saeed Jaffrey                                                                           | Nommé, Filmfare Awards 1991 : Meilleur acteur                                                                      |
| 1990  | Deewana Mujh Sa Nahin     | Ajay Sharma                                                 | Y.Nageshwar Rao         | Madhuri Dixit, Khushboo, Jainendra                                                                                  | |
| 1990  | Jawani Zindabad           | Shashi                                                      | Arun Bhatt              | Farha Naaz, Javed Jaffrey (en)                                                                                      | |
| 1991  | Afsana Pyaar Ka           | Raj                                                         | M.R Shahjahan           | Neelam Kothari | |
| 1991  | Dil Hai Ki Manta Nahin    | Raghu Jetley                                                | Mahesh Bhatt            | Pooja Bhatt, Anupam Kher                                                                                            | Nommé, Filmfare Awards 1992 du meilleur acteur                                                                     |
| 1991  | Isi Ka Naam Zindagi       | Chotu                                                       | Kalidas                 | Farha Naaz | |
| 1991  | Daulat Ki Jung            | Rajesh Chaudhry                                             | S.A. Kader              | Juhi Chawla | |
| 1992  | Jo Jeeta Wohi Sikandar    | Sanjaylal Sharma                                            | Mansoor Khan            | Ayesha Jhulka, Deepak Tijori, Pooja Bedi                                                                            | Nommé, Filmfare Awards 1993 du meilleur acteur                                                                     |
| 1993  | Parampara                 | Ranbir Prithvi Singh                                        | Yash Chopra             | Sunil Dutt, Vinod Khanna, Ashwini Bhave, Ramya Krishnan, Saif Ali Khan, Raveena Tandon, Neelam Kothari, Anupam Kher | |
| 1993  | Hum Hain Rahi Pyar Ke     | Rahul Malhotra                                              | Mahesh Bhatt            | Juhi Chawla | Nommé, Filmfare Awards 1994 : Meilleur acteur                                                                      |
| 1993  | Damini                    | Lui-même                                                    | Rajkumar Santoshi       | | Caméo |
| 1994  | Andaz Apna Apna           | Amar Manohar                                                | Rajkumar Santoshi       | Salman Khan, Karisma Kapoor, Raveena Tandon                                                                         | Nommé, Filmfare Awards 1995 : Meilleur acteur                                                                      |
| 1995  | Baazi                     | Inspecteur Amar Damjee                                      | Ashutosh Gowariker      | Mamta Kulkarni, Paresh Rawal                                                                                        | |
| 1995  | Aatank Hi Aatank          | Rohan                                                       | Dilip Shankar           | Juhi Chawla, Rajinikanth                                                                                            | |
| 1995  | Rangeela                  | Munna                                                       | Ram Gopal Varma         | Urmila Matondkar, Jackie Shroff                                                                                     | Nommé au Filmfare Award du meilleur acteur                                                                         |
| 1995  | Akele Hum Akele Tum       | Rohit                                                       | Mansoor Khan            | Manisha Koirala | |
| 1996  | Raja Hindustani           | Raja Hindustani                                             | Dharmesh Darshan        | Karisma Kapoor | Lauréat du Filmfare Award du meilleur acteur                                                                       |
| 1997  | Ishq                      | Raja                                                        | Indra Kumar             | Juhi Chawla, Kajol, Ajay Devgan                                                                                     | |
| 1998  | Ghulam                    | Siddharth Marathe                                           | Vikram Bhatt            | Rani Mukherjee | Nommé, Filmfare Awards 1999 : Meilleur acteur Nommé Filmfare Awards 1999 : Meilleur chanteur de play-back          |
| 1999  | Sarfarosh                 | Ajay Singh Rathod                                           | John Matthew Matthan    | Sonali Bendre, Naseeruddin Shah                                                                                     | Nommé, Filmfare Awards 2000 : Meilleur acteur                                                                      |
| 1999  | Mann                      | Dev Karan Singh                                             | Indra Kumar             | Manisha Koirala, Sharmila Tagore                                                                                    | |
| 1999  | Earth                     | Dil Navaz                                                   | Deepa Mehta             | Maia Sethna, Nandita Das, Rahul Khanna                                                                              | |
| 2000  | Mela                      | Kishan Pyare                                                | Dharmesh Darshan        | Twinkle Khanna, Faisal Khan                                                                                         | |
| 2001  | Lagaan                    | Bhuvan                                                      | Ashutosh Gowariker      | Gracy Singh, Rachel Shelley                                                                                         | Lauréat du Filmfare Award du meilleur acteur                                                                       |
| 2001  | Dil Chahta Hai            | Akash Malhotra                                              | Farhan Akhtar           | Preity Zinta, Saif Ali Khan, Akshaye Khanna, Dimple Kapadia                                                         | Nommé, Filmfare Awards 2002 : Meilleur acteur                                                                      |
| 2005  | Mangal Pandey: The Rising | Mangal Pandey                                               | Ketan Mehta             | Rani Mukherjee, Toby Stephens, Ameesha Patel                                                                        | Nommé, Filmfare Awards 2006 : Meilleur acteur                                                                      |
| 2006  | Rang De Basanti           | Daljit Singh 'DJ'                                           | Rakeysh Omprakash Mehra | R. Madhavan, Sharman Joshi, Soha Ali Khan, Waheeda Rehman, Siddharth Narayan, Kunal Kapoor, Atul Kulkarni           | Lauréat du Filmfare Award du meilleur acteur décerné par la critique Nommé, Filmfare Awards 2007 : Meilleur acteur |
| 2006  | Fanaa                     | Rehan Quadri                                                | Kunal Kohli             | Kajol, Rishi Kapoor, Tabu                                                                                           | |
| 2007  | Taare Zameen Par          | Ram Shankar Nikumbh                                         | Aamir Khan              | Darsheel Safary | Nommé, Filmfare Awards 2008 : Meilleur second rôle                                                                 |
| 2008  | Ghajini                   | Sanjay Singhania                                            | A. R. Murugadoss        | Asin , Jiah Khan | Nommé, Filmfare Awards 2009 : Meilleur acteur                                                                      |
| 2009  | Luck by Chance            | Lui-même                                                    | Zoya Akhtar             | | Participation exceptionnelle                                                                                       |
| 2009  | 3 Idiots                  | Ranncchoddas Shamalaldas Chanchad (Rancho)/ Phunsukh Wangdu | Rajkumar Hirani         | Kareena Kapoor, R. Madhavan, Sharman Joshi                                                                          | Nommé, Filmfare Awards 2010 : Meilleur acteur                                                                      |
| 2011  | Delhi Belly               | Disco Fighter                                               | Abhinay Deo             | | Participation exceptionnelle                                                                                       |
| 2011  | Dhobi Ghat                | Arun                                                        | Kiran Rao               | Prateik Babbar, Monica Dogra, Kriti Malhotra                                                                        | |
| 2012  | Talaash                   | Surjan Singh Sekhawat                                       | Reema Kagti             | Rani Mukherjee, Kareena Kapoor                                                                                      | |
| 2013  | Dhoom 3                   | Sahir Khan/Samar Khan                                       | Vijay Krishna Acharya   | Abhishek Bachchan, Uday Chopra, Katrina Kaif                                                                        | |
| 2014  | PK                        | P.K.                                                        | Rajkumar Hirani         | Anushka Sharma, Sanjay Dutt                                                                                         | |
| 2016  | Dangal                    | Mahavir Singh                                               | Nitesh Tiwari           | Fatima Shaikh, Sanya Malhotra                                                                                       | Lauréat du Filmfare Awards 2007 : Meilleur acteur Lauréat du News 18 Movie Awards 2017 : Meilleur acteur           |
| 2017  | Secret Superstar          | Shakti Kumar                                                | Advait Chandan          | Zaira Wasim, Meher Vij                                                                                              | meilleur acteur secondaire pour Khan.                                                                              |

### Chanteur de play-back
| Année | Film                      | Chanson              |
| ----- | ------------------------- | -------------------- |
| 1998  | Ghulam                    | Aati Kya Khandala    |
| 2000  | Mela                      | Dekho Zamana Aa Gaya |
| 2005  | Mangal Pandey: The Rising | Holi Re              |
| 2006  | Rang De Basanti           | Lalkaar              |
| 2006  | Fanaa                     | Chanda Chamke        |
| 2007  | Taare Zameen Par          | Bum Bum Bole         |
| 2008  | Ghajini                   | Behka                |
| 2016  | Dangal                    | Dhaakad              |

### Producteur
| Année | Film                                   | Réalisateur        | Notes |
| ----- | -------------------------------------- | ------------------ | --- |
| 2001  | Lagaan                                 | Ashutosh Gowariker | Lauréat du National Film Awards et du Filmfare Awards 2002 du Meilleur film Nommé à l'Oscar du meilleur film étranger |
| 2007  | Taare Zameen Par (Like Stars On Earth) | Aamir Khan         | Lauréat du Filmfare Awards 2008 du Meilleur Film Représente l'Inde à l'Oscar du meilleur film étranger                |
| 2008  | Jaane Tu Ya Jaane Na                   | Abbas Tyrewala     | Nommé, Filmfare Awards 2009 du Meilleur Film                                                                          |
| 2010  | Peepli Live                            | Anusha Rizvi       | Représente l'Inde à l'Oscar du meilleur film étranger                                                                 |
| 2011  | Dhobi Ghat                             | Kiran Rao          | |
| 2011  | Delhi Belly                            | Abhinay Deo        | |

### Scénariste/Réalisateur
| Année | Film                   | Notes                                                               |
| ----- | ---------------------- | ------------------------------------------------------------------- |
| 1988  | Qayamat Se Qayamat Tak | Scénariste                                                          |
| 1993  | Hum Hain Rahi Pyar Ke  | Scénariste                                                          |
| 2007  | Taare Zameen Par       | Réalisateur Lauréat du Filmfare Awards 2008 du Meilleur réalisateur |

## Récompenses
Khan a remporté 9 prix Filmfare, sur 32 nominations, dont le prix du meilleur acteur pour Raja Hindustani (1996), Lagaan (2001) et Dangal (2016), le prix du meilleur acteur (critique) pour Rang De Basanti (2006), le prix du meilleur film pour Lagaan, Taare Zameen Par (2007) et Dangal, et le prix du meilleur réalisateur pour Taare Zameen Par. Il a également remporté quatre prix nationaux du film, en tant qu'acteur dans Qayamat Se Qayamat Tak (1988) et Raakh (1989), en tant que producteur de Lagaan et Madness in the Desert (2004) et réalisateur et producteur de Taare Zameen Par.
Outre-mer, Lagaan a remporté l'Oscarnomination du meilleur film en langue étrangère lors de la 74e cérémonie des Oscars. (1988). Cela fait aussi d'Aamir Khan l'un des rares cinéastes indiens à recevoir une nomination aux Oscars. Khan a plus tard commenté la perte de Lagaan aux Oscars: "Nous avons certainement été déçus. Mais ce qui nous a vraiment tenus dans notre esprit, c'est que tout le pays était derrière nous". En plus d'une nomination aux Oscars, Lagaan a reçu une nomination aux European Film Award pour le meilleur film non européen et a remporté des prix dans plusieurs festivals internationaux, dont le Festival international du film de Bergen, le Festival international du film de Leeds, le Festival NatFilm. Et Festival international du film de Portland. Taare Zameen Par était également la soumission de l'Inde aux Oscars, mais n'a pas reçu de nomination. Une autre production d'Aamir Khan, Peepli Live (2010), a été la soumission de l'Inde aux Oscars, tandis que Dhobi Ghat (2011) a été nommé pour le BAFTA Award du meilleur film non anglophone. En 2017, Dangal lui a valu le prix du meilleur film asiatique lors des 7èmes AACTA d'Australie, ainsi que le film de l'année et le meilleur acteur étranger des prix du film chinois Douban, et est nommé pour le 68e Festival international du film de Berlin.
De plus, Khan a reçu des distinctions honorifiques, notamment Padma Shri en 2003 et Padma Bhushan en 2010, et un doctorat honorifique de l'Université nationale ourdou Maulana Azad (MANUU) pour ses contributions distinguées au secteur indien du cinéma et du divertissement. En 2011, il a accepté une invitation du Festival de Berlin à devenir membre du jury, après avoir refusé son offre trois fois depuis 2008. En 2012, il est apparu sur la liste Time 100 des personnes les plus influentes au monde. En 2017, l'Académie des arts et des sciences du cinéma a invité Khan à devenir membre et a reçu un prix du «Trésor national de l'Inde» du gouvernement chinois.
Bien qu’il ait remporté de nombreux prix et distinctions, Aamir Khan est connu pour avoir refusé d’accepter ou d’accepter des prix lors des cérémonies de remise des prix du film indien. Cela a occasionnellement suscité la controverse, notamment lors des Prix nationaux du film en 2017, où Khan s'est vu retirer le prix du meilleur acteur pour sa performance dans Dangal. Le membre du comité, Priyadars, a expliqué qu’il ne voulait pas le récompenser en raison de son refus d’assister à la cérémonie de remise des prix. En dépit d'éviter les cérémonies de remise des prix indiens, il avait fait une exception pour les Oscars 2002; Son raisonnement était qu'il y voyait une opportunité pour son film Lagaan d'atteindre un public plus large, mais ne se souciait pas beaucoup du prix lui-même.
- Filmfare Awards :
  - 1989 : Meilleur espoir pour Qayamat Se Qayamat Tak
  - 1996 : Meilleur acteur pour Raja Hindustani
  - 1999 : Meilleur acteur pour Sarfarosh
  - 2002 : Meilleur acteur pour Lagaan
  - 2007 : Meilleur acteur pour Rang De Basanti (critique)
  - 2008 : Meilleur réalisateur et Meilleur film pour Taare Zameen Par
- National Awards :
  - 1989 : Récompense spéciale du jury (Acteur) pour Raakh
  - 2001 : "Best Popular Film Providing Wholesome Entertainment" pour Lagaan (partagé avec Ashutosh Gowariker)
  - 2008 : Meilleur film "Family Welfare" pour Taare Zameen Par

### Sources et bibliographie
- (en) Lata Khubchandani, Aamir Khan: Actor With a Difference, New Delhi: Rupa & Co., 2002, 78 p.  (ISBN 978-8129100467)
- (en) Christina Daniels, I'll Do it My Way: The Incredible Journey of Aamir Khan, New Delhi: Om Books International, 2011, 360 p.  (ISBN 978-9380069227)
- (en) Pradeep Chandra, Aamir Khan: Actor, Activist, Achiever, New Delhi: Niyogi Books., 2014, 272 p.  (ISBN 978-8129100467)
- Anonymes « Une star peut-elle denouncer l'intolérance en Inde ? L'acteur de Bollywood Aamir Khan a publiquement déclaré le 24 novembre que sa femme envisageait de quitter le pays en raison des attaques dont sont victimes les musulmans depuis quelques mois. Il a déclenché une tempête politique. », Courrier international no 1310, Courrier international S.A., Paris , 10 décembre 2015, p. 16,  (ISSN 1154-516X), (articles originaux parus dans The Indian Express, Bombay et dans Prawash Lama, New Dehli, le 25 novembre 2015).